# إلياس القدسي
إلياس عبده القدسي (1266- 1345هـ/ 1850 - 1926) لغوي، أديب، وتربوي سوري ولد وتوفي في دمشق، وتعلم الفرنسية واليونانية القديمة والحديثة، تميز بنشاطه وأبحاثه الوطنية الاجتماعية، وكان عضوًا في المجمع العلمي العربي بدمشق

## حياته
ولد بدمشق سنة 1850. درس أولاً في المدرسة البطريركية بدمشق متلقياَ فيها أصل العربية واليونانية، ثم تابع دراسته في عينطورة في لبنان فأتقن فيها الفرنسية. غادر إلى أثينا، فدرس في جامعتها على مدى ست سنوات منتهياً منها ليسانس في اللغة اليونانية القديمة والحديثة وفي الفلسفة. وتعلّم مبادئ الإيطالية والإنكليزية والتركية.

عاد إلى دمشق في العام 1872 فتولّى نيابة شؤون القنصليات اليونانية والبرتغالية والبلجيكية والهولندية، وبقي على النحو حتى العام 1888 ليغدو قنصلاً لليونان ثم وكيلاً للنمسا والمجر وقنصلاً للبرتغال وظل كذلك حتى ما قبل وفاته بمدة زمنية قصيرة.

تعيّن قدسي عضواً في المجمع العلمي العربي بدمشق وقام بتأسيس الجمعيّة العلمية التاريخية فيها سنة 1878. وكان قد ندب لإدارة مدارس الروم بدمشق، فأنشأها إنشاء جديداً، وظل يديرها ويعلّم فيها – أحياناً – على مدى ثلاث وثلاثين سنة.

توفي في دمشق سنة 1926.

## مؤلفاته
له نحو عشرين قصة تمثيلية طبع بعضها، وقد جمع نحو ثلاثة آلاف من الأمثال الدارجة وقابلها بما يماثلها في اللغات الأوربية . ومن أبحاثه: مقابلة بين اللغة اليونانية القديمة واللغة العربية والبرهان على اشتراك اللغتين في بعض الاشتقاقات.

كان له ولع بالشعر العامي، وقد نظم فيه بعض النوادر والوقائع، ويدخل فيما نظمه في مجلدين لم يطبعا، وله نوادر وفكاهات من أحاديث الحيوانات باللغة العربية الدارجة.

وله منظومات بالشعر العامي تقع في مجلد كبير، ترجم في بعضها قصصا عن لافونتين وله رسالة في مسك الدفاتر على طريقة هو واضعها.